# Cmentarz żydowski w Żorach
Cmentarz żydowski w Żorach – został założony w 1814 i jest najstarszą nekropolią miasta. Cmentarz znajduje się przy ul. Cmentarnej. Cmentarz ma powierzchnię 0,58 ha. Jest ogrodzony murem i siatką. W 1945 roku podczas działań wojennych zniszczeniu uległ dom przedpogrzebowy, który rozebrano w latach sześćdziesiątych, a sama nekropolia popadła w ruinę w okresie PRL. Był wykorzystywany m.in. jako boisko.
W 1985 roku dokonano pierwszej inwentaryzacji cmentarza, a wkrótce potem przeprowadzono prace porządkowe. Inwentaryzację powtórzono w 1994 roku. Na cmentarzu zachowało się około 130 nagrobków z czego 45 stojących.
W 2014 rozebrano zniszczony mur od strony ul. Cmentarnej. W 2024 teren cmentarza został uporządkowany, w południowym narożniku cmentarza (w miejscu dawnego domu pogrzebowego) utworzono lapidarium, w którym zgromadzono poprzewracana macewy. Na ogrodzeniu umieszczono tablice przedstawiające historię cmentarza i społeczności żydowskiej w Żorach.
Istniejący na cmentarzu zespół 59 starych drzew jest objęty ochroną.